# Nereju
Nereju település Romániában, Vrancea megyében.

## Leírása
A település lakói főleg mezőgazdasággal; állattenyésztéssel, gyümölcstermesztéssel, fafeldolgozással és hegyvidéki túráztatással, üdültetéssel foglalkoznak.
A község igyekszik megőrizni népi hagyományait is.
A 2002 évi népszámláláskor 4,228 román lakosa volt, ebből 4224 ortodox, 4 egyéb volt.

## Nevezetességek
- Fekete-tó (Lacul Negru) - Az 1350 méter tengerszint feletti magasságban fekvő, 10 méter mélységű, 1 ha kiterjedésű természetes tó 1995-ben keletkezett.